# 哈利齊諾韋
46°47′15″N 31°57′18″E / 46.78750°N 31.95500°E
哈利齊諾韋（烏克蘭語：Галицино́ве），是位於烏克蘭南部的村莊，由尼古拉耶夫州尼古拉耶夫區的哈利齊諾韋市鎮負責管轄，始建於1801年，面積59.8平方公里，海拔高度12米，2001年人口2,196，人口密度每平方公里36.7人。